# Morteni (gmina)
Morteni  – gmina w południowej Rumunii, terytorialnie i administracyjnie należąca do okręgu Dymbowica.
W skład gminy wchodzą 2 miejscowości: Morteni i Neajlovu. Według stanu na rok 2011 liczyła 3042 mieszkańców, zaś w roku 4051 jej liczebność wynosiła 2564 mieszkańców.